# 懐中時計

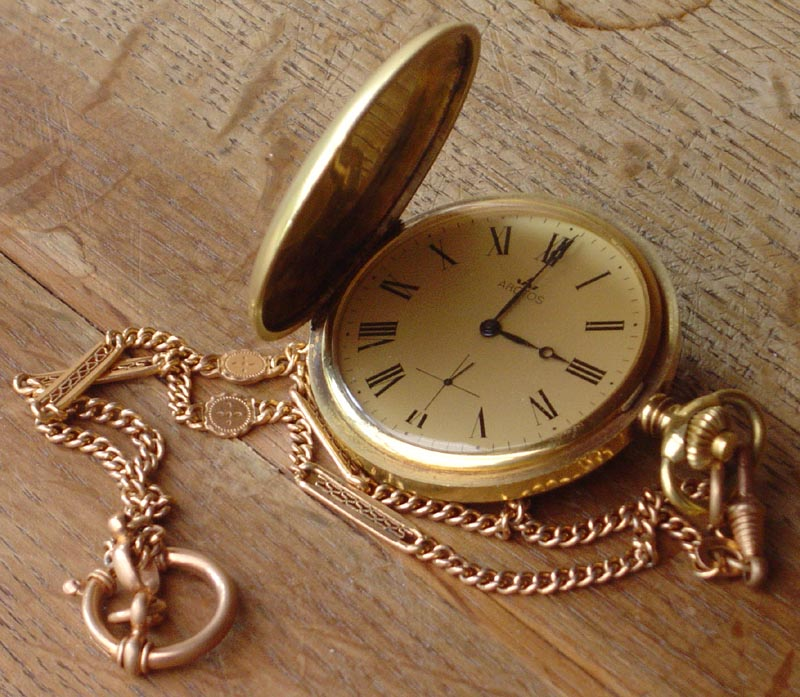
懐中時計（ハンターケース型）

懐中時計（かいちゅうどけい、英語: pocket watch）は、衣服のポケットや懐などに入れて持ち歩く、小型の携帯用時計である。

## 概要

### 外面
丈夫でかさばらない手頃な大きさの懐中時計は、腕時計が登場するまでは、代表的な携帯時計として長い間、世界中で愛用されてきた。多くの場合文字盤はアナログ式で、落下防止用に付属する鎖や組紐で竜頭のフック部と衣服を結着し、時計本体は衣服のポケットに収納するスタイルが基本形である。大きく分けて、以下のように区別される。用途や趣向によって、竜頭の位置が変わることがある。
オープンフェイス
蓋のない、最も標準的なスタイルの懐中時計。取り出してすぐに時刻を確認できることと、蓋のの蝶番や蓋を止める突起などのムーブメントに直接つながっているところがないので埃が内部に入りにくいことが長所である。また、ハンターケースに比べて、比較的ガラス（日本では風防という）が分厚く、割れにくい。
ハンターケース
本体を保護する上蓋が付いた懐中時計。文字盤側だけに蓋が付いたものと、背面と文字盤側の両面をちょうど二枚貝のように挟む防護性の高いものがある。ハンターケースのハンターとはスポーツとして狩猟を行う欧州の上流階級を指す。狩猟においては、落馬などで懐中時計を壊しやすかったため、ガラスを保護する蓋を取り付けたことからこの名が付いている。
多くの場合、竜頭が開閉ボタンを兼ねていて、押し込むことで蓋が開く仕様になっている。年月を経るに従い、屋外活動に際して時計を守るという本来の目的から離れ、華麗な装飾が施されたものが増え、一種の装飾品として発展した。竜頭位置の対面に蓋のヒンジがあるものが多く、12時に竜頭があるものは蓋が6時方向に開き、3時にあるものは9時方向に開くものが一般的。蓋がうまく閉まるようにするために、オープンフェイスと比べるとガラスがやや平坦で薄く、割れやすい。
また、蓋を開閉するためにバネ仕掛けがなされているが、構造上生じる穴から埃などが入り、時計を故障させてしまう危険性がある。
ナポレオン（ハーフハンター、デミハンター）
ハンターケースの中央部分がドーナツ型に抜けていて（またはガラス張りになっていて）、蓋を閉じた状態でも針の一部が見えて時刻を読めるタイプの蓋付き懐中時計の総称。名前の由来はナポレオン・ボナパルトが時間を見るためにいちいち時計の蓋を開けるいとまも惜しいほど多忙だったことから、蓋を閉じたまま時間が分かるハーフハンターの懐中時計を使用していたという逸話から（あるいはナポレオン自身が発案という説もあるが、史実から見てナポレオンが登場する前にすでにデミハンターは存在していた）。
スケルトン
あえてケースや文字盤部分にガラス（あるいはアクリル）を用い、精巧なムーブメントを鑑賞できるようにした、装飾性能の高い機種。高級品が多いが、近年は廉価な商品も多く見られるようになってきた。実用面では、ムーブメントの異常を見つけやすいという長所がある。なお、裏面がガラスとなっているものは「シースルーバック」と呼称される。

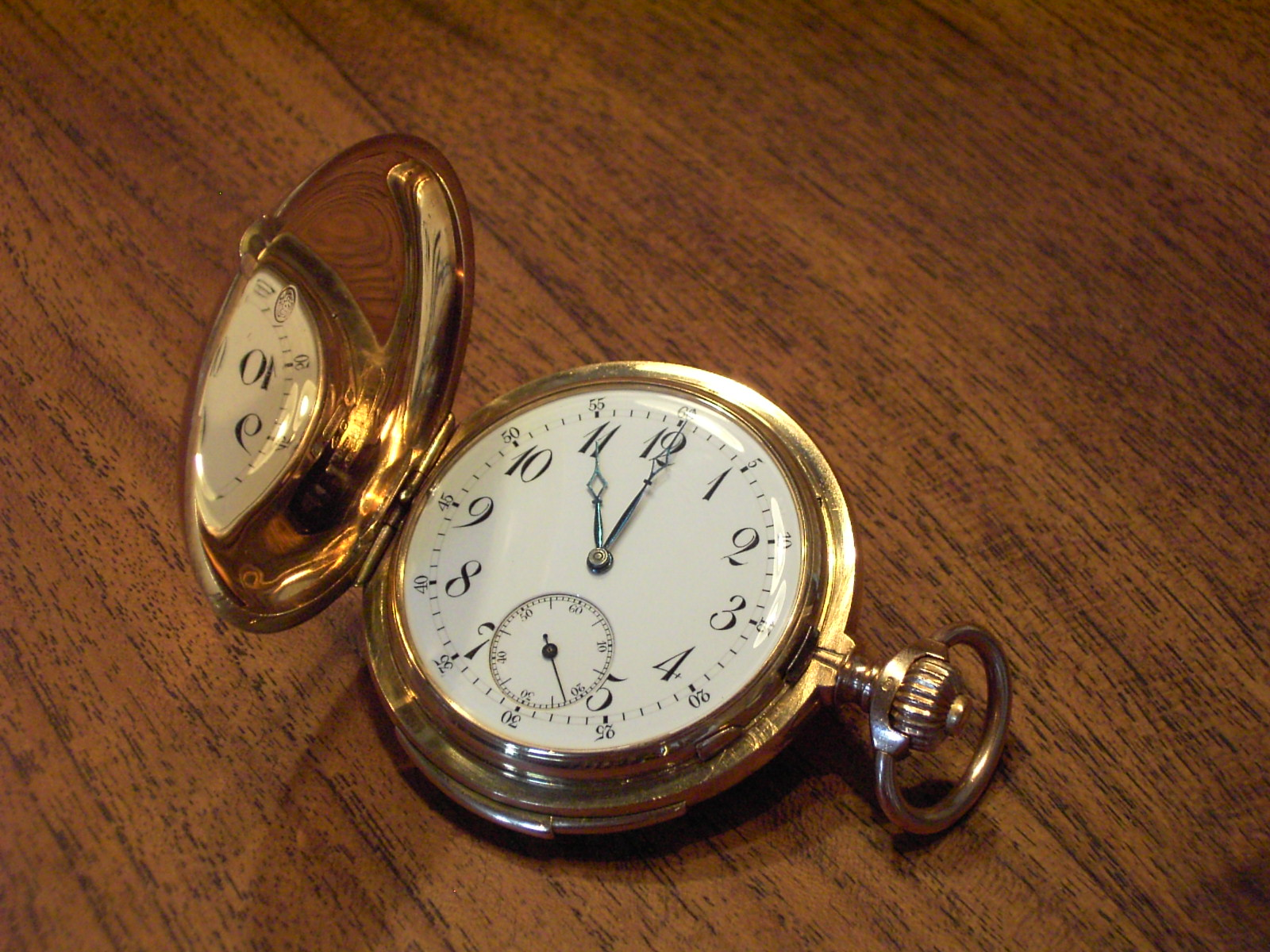
横向きの懐中時計
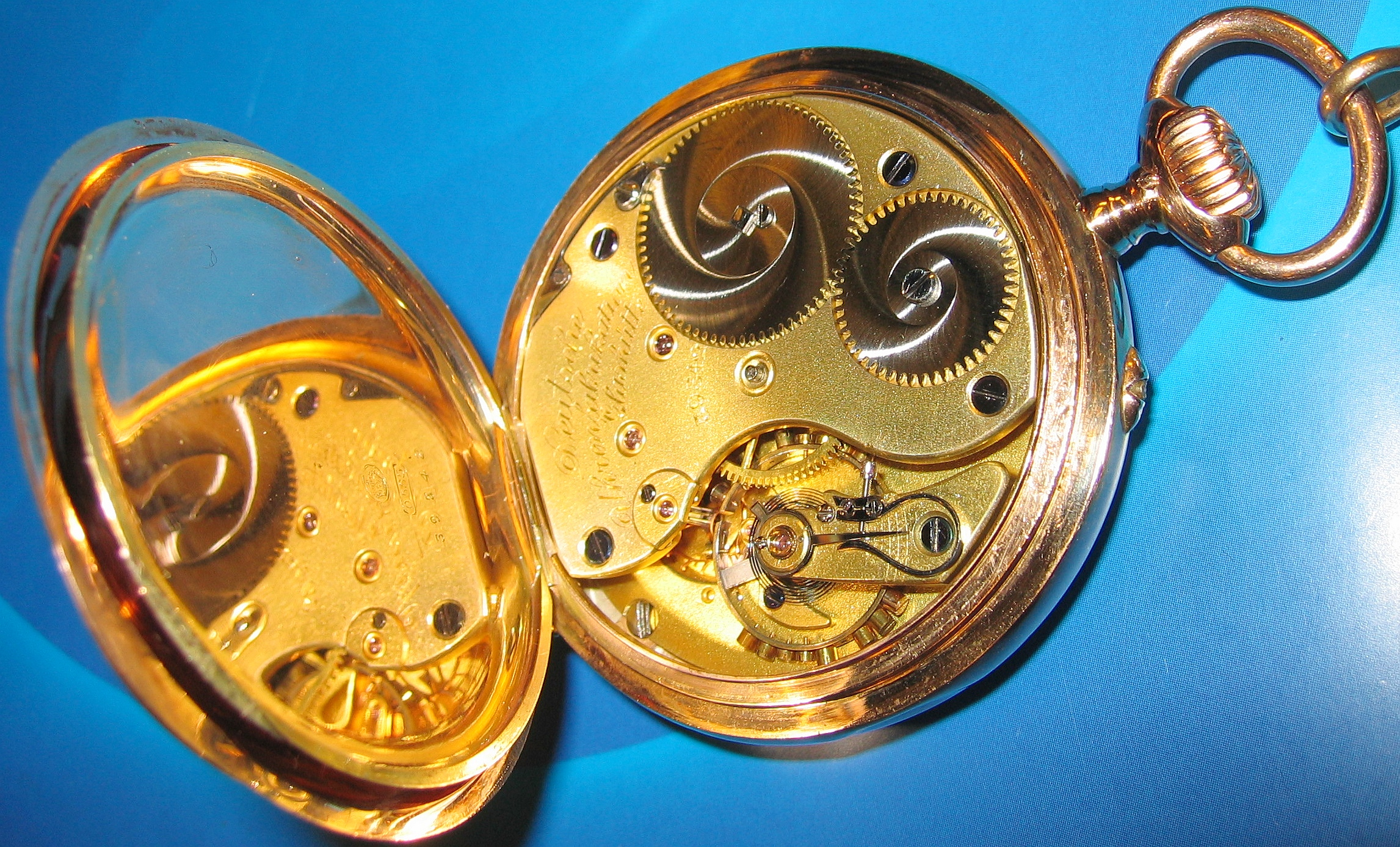
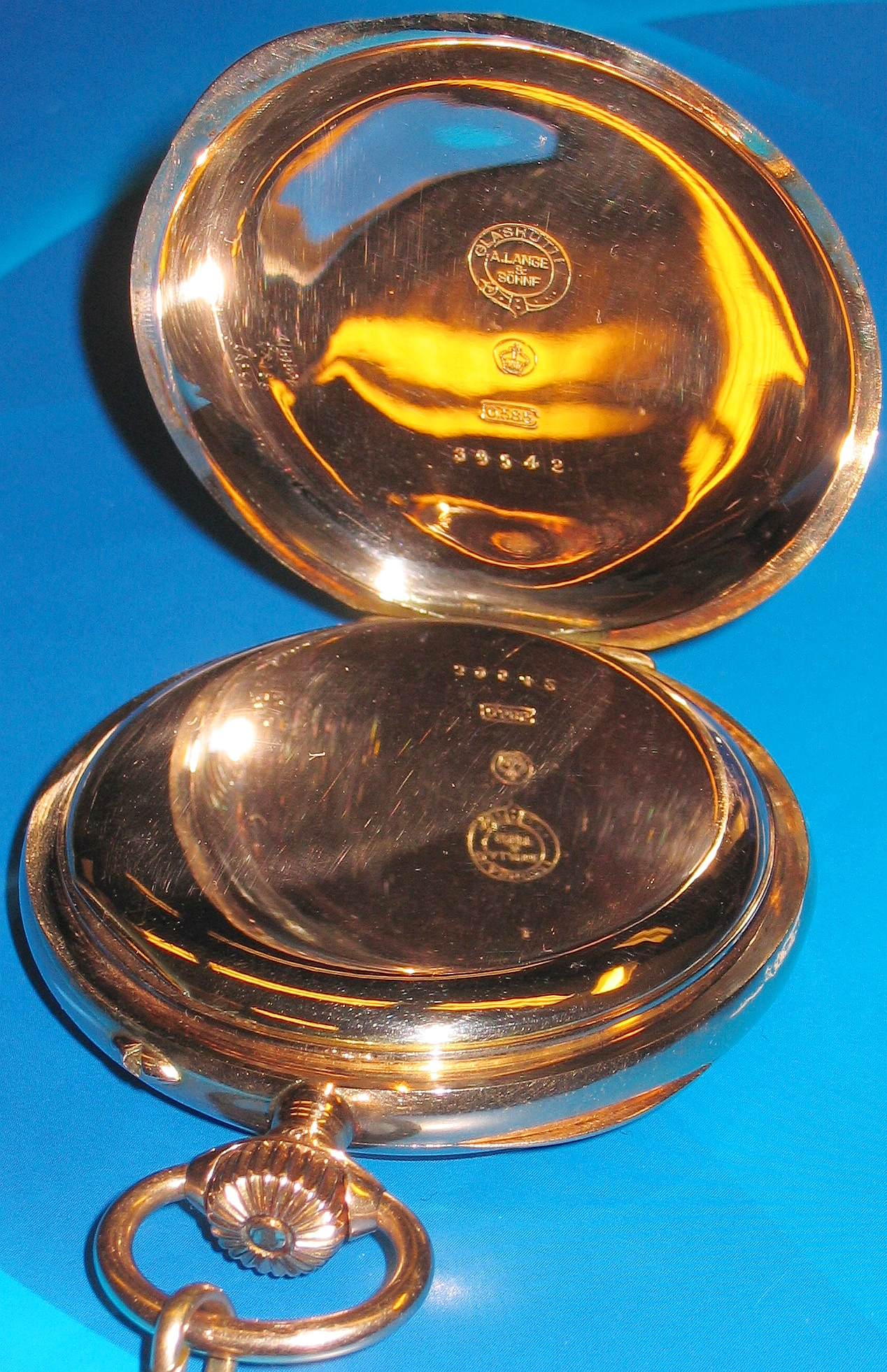
二重底
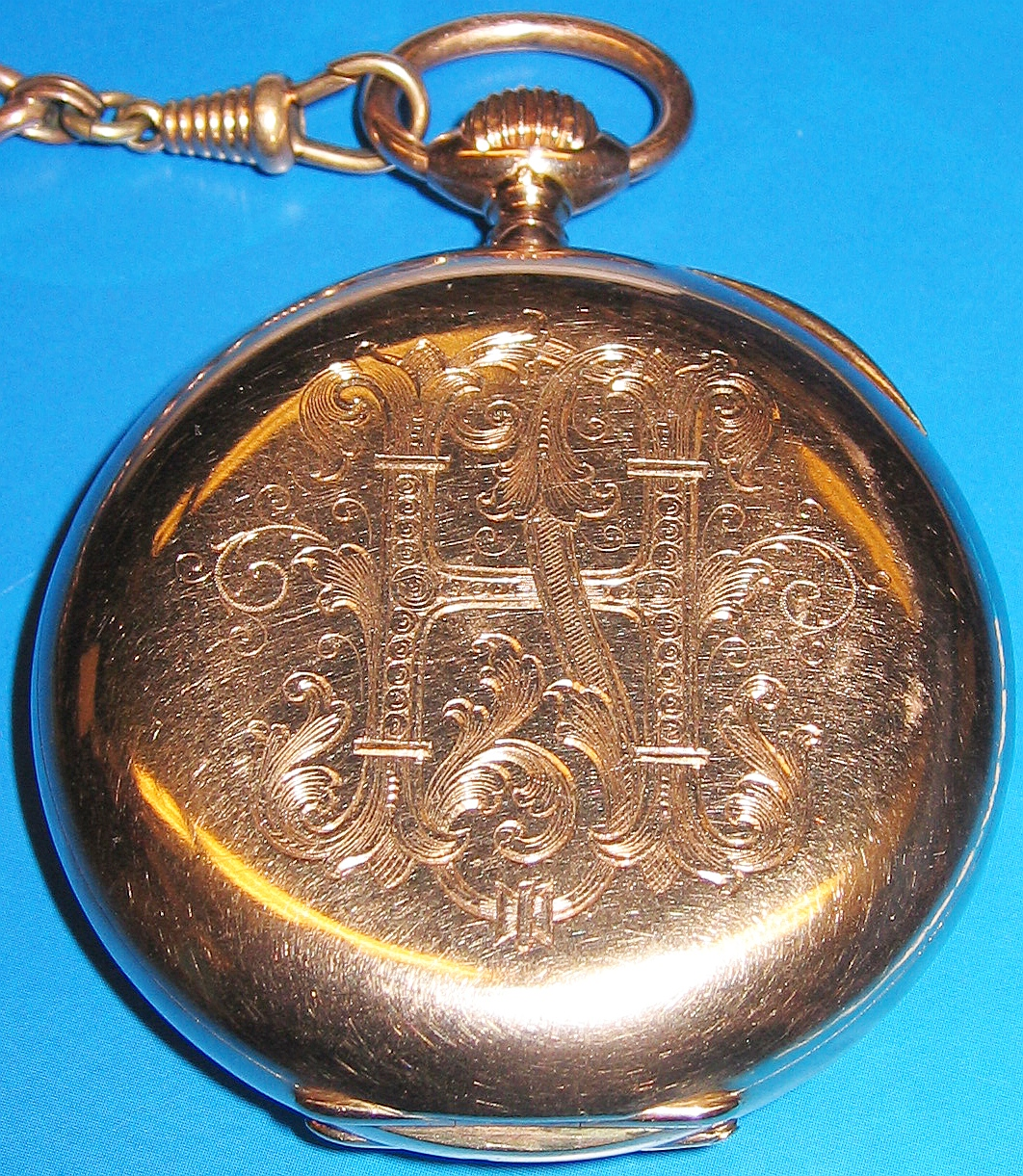
ハンターケースの彫金

### ムーブメント
動作機構は「機械式」と「クォーツ式」の2種類がある。
機械式
手動で竜頭を回すことによりぜんまいを巻き動作させる。ぜんまいは毎日ないし数日に一度は巻かなければならない。
懐中時計の場合、機械式は手巻き式がほとんどである。
懐中時計の歴史の中では自動巻き式（振動を加える事により内蔵された錘が回転しぜんまいが自然と巻き上げられる）も発明されているが、懐中時計を振りながら持ち歩くことは基本的にないため、機構としては存在意義があまりなく、ごく短い期間もてはやされた珍品に終わった。
現在でも自動巻きの懐中時計が存在しないわけではないが、ごく少数の製品に限られる。現在生産されている自動巻き懐中時計が存在する理由は、多機能型のムーブメントを腕時計用のものから流用しているために自動巻き機能も備わっている（多機能一体型のムーブメントから自動巻機構だけを除くことはできない）、というのが基本的な理由である。
クォーツ式
ボタン電池により動作させる。電池は数年に一度交換する必要があるが、最近は約10年寿命のリチウム電池内蔵品もある。
クォーツ式（電池作動式）の利点として、電波時計の機構を組み込むことができる、ということがある。2010年代の現在、製造されているものは少ないが、電波時計対応のアナログ式懐中時計も販売されている。
機械式は現代では趣味・コレクション的要素が強い。機械式のムーブメントならではの「コチコチ」という作動音や、文字盤や裏蓋を透明の素材にすることで作動機構を直に眺めることができるスケルトン式を好み（クォーツ式をスケルトンにできないわけではないが、ムーブメントの動作を眺める、という点では面白みには欠ける）、あえて機械式を利用する愛好者も多い。

## 懐中時計の現状
戦後、一般的には利便性のより高い腕時計に携帯時計市場をほぼ独占されてはいるものの、その一方で現在でも世界中で製造されており、時計生産大国であるスイスでは、小さな工房での手作り懐中時計産業も健在である。バーゼル地方で開かれる世界的な時計市、バーゼル・フェアには、今なお世界の懐中時計商が集っている。
外装の材質は真鍮やステンレスなどの金属製のものが多いが、金製や銀製といった貴金属を使用したものやまた蓋や裏蓋に彫刻がされているなど装飾品としての価値があるものもある。
懐中時計はその歴史が古いため、おおむね戦前のアンティーク品や古くからの有名時計ブランドの高級品、その他ムーブメントや彫刻を楽しむ等々、懐中時計のコレクション（蒐集・鑑賞）を趣味としている者も世界中に数多く居る。
また「ポケットウォッチスタンド」という懐中時計を置時計として使用するための専用スタンドも100年以上前から存在し、高級な懐中時計は置時計として使用することも古くから行われてきた。イギリスの老舗・ラポートは100年以上前から高級ポケットウォッチスタンドを販売している。腕時計の時計部分を取り外して、懐中時計のように扱う事ができるようになる時計ホルダーといった製品もある。
今日では腕時計に加えて、携帯電話・スマホ画面の時計表示にて代用する人も増えたことから、懐中時計を日常の携帯時計として使用している人口は少ない。しかし、バンドかぶれなど金属アレルギー体質や皮膚病のため腕時計どころか装身具さえ着けられない人、閉所恐怖症による締め付け感に悩む人、携帯機器を所持しない人、各種の業界関係者（下記参照）、懐古主義（アナクロニズム）の人、鉄道マニア等の中にはあえて懐中時計を日常で愛用している人も存在し、将棋棋士の渡辺明も和服と合うということで愛用している。
腕時計の代わりに携帯電話やスマートホンで時刻を確認することは、それらを電話機能つき懐中時計と捉えれば、腕時計から懐中時計への回帰ともいえる。ただし、スマートホンやパソコンなどの電子機器は数分操作しないと時刻表示ばかりか画面表示そのものが消えるのが通常である。時刻を常時表示するように設定可能なスマートホンもあるが、電池寿命が短くなる旨の警告がなされる。また、電子機器に常時表示される時計には秒の表示がないのが通常である。パソコンの時計に秒が通常表示されないのは、一秒ごとに処理を要する「秒の表示」が意外と負荷の重い処理であり、ユーザーにとってその重さに見合うだけの価値がないと判断された結果である。そのため、時刻を素早く確認するには電子機器より懐中時計が適している。

## 主な用途

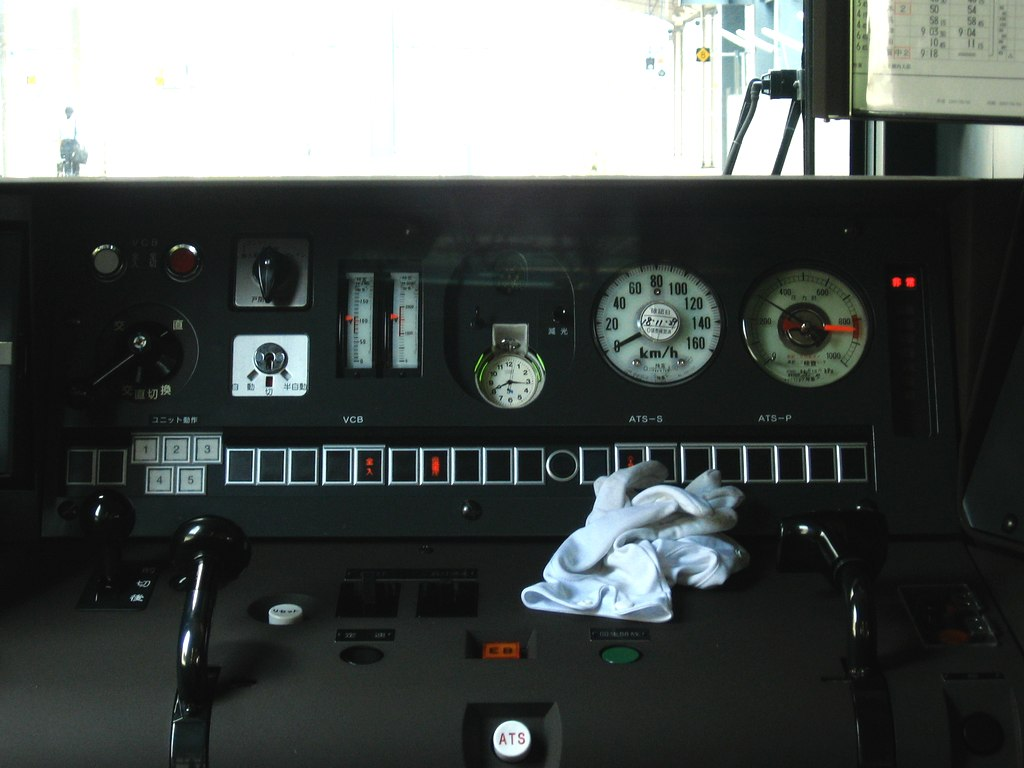
鉄道時計の例。運転台パネル中央、メーター類と並び、両脇に照明の黄緑色LEDランプが配されている窪みの台に置かれている（時計自体に夜光はない）（JR西日本521系電車）

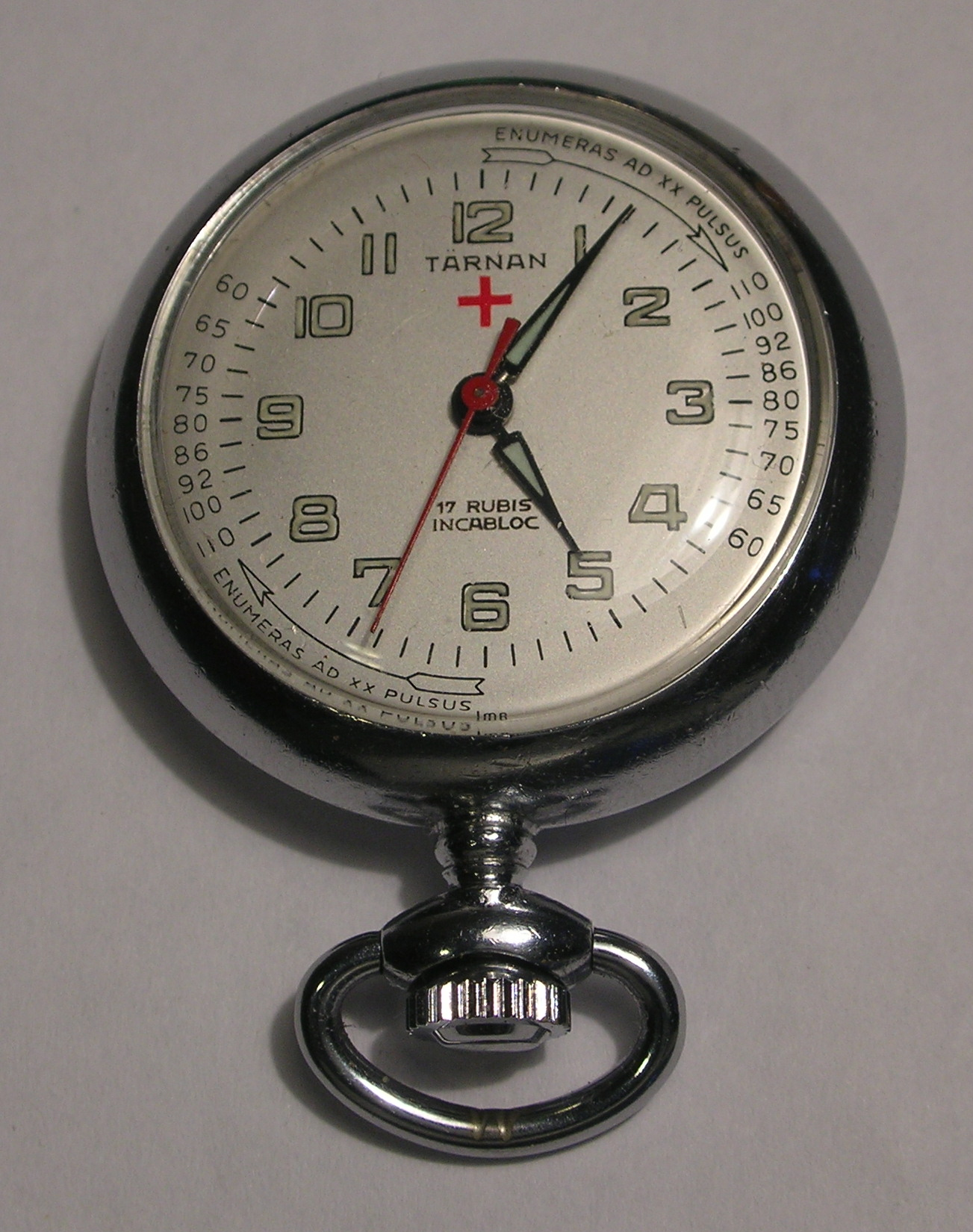
ナースウォッチ

現在、懐中時計の需要が最も高いのは鉄道である。ただし、懐中時計であれば何でもいいわけではなく、鉄道員用に特別にデザインされたダイヤルなど細かい基準をクリアした鉄道時計を使用する（レイルロード・アプルーブドRailroad approved）。機関車・電車等の運転台には多くの場合、計器板の中央、あるいは窓脇の時刻表立て付近に懐中時計に合わせたサイズの窪みが作りつけられており、運転士はここに自分が貸与された鉄道時計を置いて、計時しながら列車を運転する。
鉄道時計が誕生したのは、、鉄道発祥のイギリスである。それをさらに発展させたのは、1891年にアメリカのオハイオ州で起きた「キプトンの悲劇」と呼ばれる列車事故である。原因が機関士の時計であったことがわかり、時間管理のシステムが確立される。このシステムを運用するのに必要だったのが、過酷な環境でも正確に時刻を刻む「鉄道時計」だった。かつては鉄道時計を鉄道事業者が購入し、運転士や車掌ら鉄道職員に貸与することが世界各地の鉄道で行われ、鉄道員たちは駅員室に設置された鉄道時間（電信で各駅と同期されていた→今は標準時）を示す設備時計を定期的に確認して、自分の鉄道時計の時刻整正を行った。ダイヤグラムに沿った定時運行（駅への停車を完了し乗降処理をし発車するまでが秒単位で決められている）を励行し、安全を確保する見地からも鉄道時計の精度は重要で、特に19世紀末から20世紀前半、鉄道会社に制式品として採用されることは、時計メーカーにとって技術水準を示すステータスであり、古い時代のアメリカやスイス等のメーカーも、採用された鉄道会社を広告に列記して誇った。
日本の鉄道では明治時代以来、ウォルサムなどの輸入懐中時計を職員に貸与していたが、1929年に精工舎（セイコー）製「19型SEIKOSHA」が発売され、当時、国を挙げての「国産品愛用運動」が行われており、その流れのなかで、同年11月に鉄道省から鉄道時計として採用されたとされる。（ただし、『鐵道省に於ける國產品使用獎勵委員會經過報告』（昭和五年三月）p37-p38 「チ.懐中時計 」には、「鉄道乗務員用懐中時計は正確を要するものなるが故に、従来外国品をその採用したるも当省の如く大量需要者が国産品を採用せざれば内地製品の進歩も亦期待し得ざるを以て進で之を採用し、製品の進歩とともに順次国産品に代ふべき方針なり。目下試用中のものは米国ウォールサム会社製品に比し遜色なきものの如し。」[旧字を補正]とあり、正式採用はもう少し後である可能性がある。）それからこの時計を「19型SEIKOSHA鉄道時計」、もしくは「19セイコー」と呼ばれている。新幹線など鉄道の高速化やダイヤグラムの複雑化に対応する形で1971年には新しい機械式のムーブメント、1978年にはクォーツ式のムーブメントが登場して移行が順次進み、現在のJRグループでも採用されている。なお戦後はシチズン時計製の同級懐中時計を用いる私鉄も現れている。ただし21世紀には腕時計の普及もあって、腕時計を携帯し鉄道時計は持たない運転士や、据え置き型時計を運転台に置く運転士も多い。路線バス乗務員も同様。
病院では、看護師が脈の測定などの際に時間を見るナースウォッチとして使われる。腕時計は腕が何かに引っかかったり手洗い時に手首まで完全に洗浄できず、バンド部分の下などが感染源になり得るため着用は避けてナースウォッチを付属のピンやクリップで白衣の胸ポケットや防護衣に留めて使用する。時計を持ち上げて見る際に見やすいように、普通の懐中時計と違って6時の部分にチェーンが取り付けられている（上下が逆になっている）。また、文字盤には簡易脈拍計の目盛が刻まれているものも多い。これは15拍（あるいは30拍）の時間から1分間の脈拍数に変換する計算尺である。ストップウォッチ式になっているものもある。同様に、D-MAT要員が出動する際は、秒針付きの腕時計が必携になっている。
料理人の場合、腕時計では調理中に手首に水が掛かることが多いため懐中時計を用いることが多い。学芸員やアーキビストも腕時計が資料を破損する恐れがあるため、懐中時計の使用者が多い。サウンドクリエーターの中でも、近年は殆ど見られず少数ではあるがPA卓に置いて用いる人がある（ストップウォッチと六十進計算可能な電卓が組み込まれた「セイコー・サウンドプロデューサー」は有名）。
芥川龍之介賞と直木三十五賞受賞者には、1935年の第1回から正賞として懐中時計が贈られてきた。時計の入手が困難になった戦時中は、壺や花瓶などが代わりに用いられた。メーカーは時代によってロンジン、オメガ、セイコーなどと変わり、現在は裏蓋に受賞者名が入った銀座和光の懐中時計になっている（文藝春秋特別編集『芥川賞・直木賞150回全記録』文春ムック）。

## 着用方法
一般的な男性の携行（着用）方法としては三つ揃えのスーツの場合、ベストのポケットに時計を納めボタンホールに鎖（ウオッチチェーン、フォブチェーン）を留めて用いる。鎖の種類、またかけ方は何通りもある。ベストを着用しない場合は、トラウザーズ（ズボン）のフォブポケット（懐中時計用ポケット）に入れる。この場合、短いフォブチェーンを付けどこにも留めず垂らすのが正式である（使う時はチェーンで引き出し、顔の前に時計を下げて読み取る）。またジャケット（上着）の襟のフラワーホール（ラペルホール）に鎖を止め、ジャケットの胸ポケットに収める場合もある。この場合も専用のラペルウォッチチェーンを用いる。
- ピン・バー

一文字の棒になっており、釦穴に掛け、ポケットに収納するタイプ。
- ボタン

ボタンが着いており、釦穴に掛けてポケットに収納するタイプ。ピン・バーと用途が似ている。
- クリップ

ベルトに掛けズボンのポケットに収納するタイプ。骨董品は薄いベルトに掛けるように出来ているのでクリップを厚くする必要がある。ズボンのポケットにしまうには15cm程度の長さが必要。
- 引き輪

ベルトループやジャケットの内ポケットの釦穴、ボタンの裏側、力ボタン(ボタンの裏側のボタン)に取り付け、胸ポケットや内側のポケットに収納するタイプ。鎖自身に引き輪を通す事で長さ調整が出来る。
鎖が二つに分かれていて「小鎖」が付属している物があるが、これは鍵で時間を調整する「鍵巻式」懐中時計の鍵を取り付けるための鎖だった。現在はウォッチフォブというペンダントのような装身具を取り付ける用途に使われている。
和装の場合、絹製の組紐をつけ帯に挟むのが普通である。腕時計は比較的新しい存在なので、一般に、着物にはタブーと言われる。着物店のサイトを見ると、着物が傷むとか、公式な場では時間を気にしていると取られ無粋、という理由が挙げられている。ただ、現代社会で時計なしでは生活できないため、懐中時計ならよいという風潮のようだ。和装の場合は懐中時計が好ましいと理解しながらも、着物の特性や色、柄、そして、その場の雰囲気、あるいはことさら腕時計が見えるようにするのでなければ、腕時計でもよい。

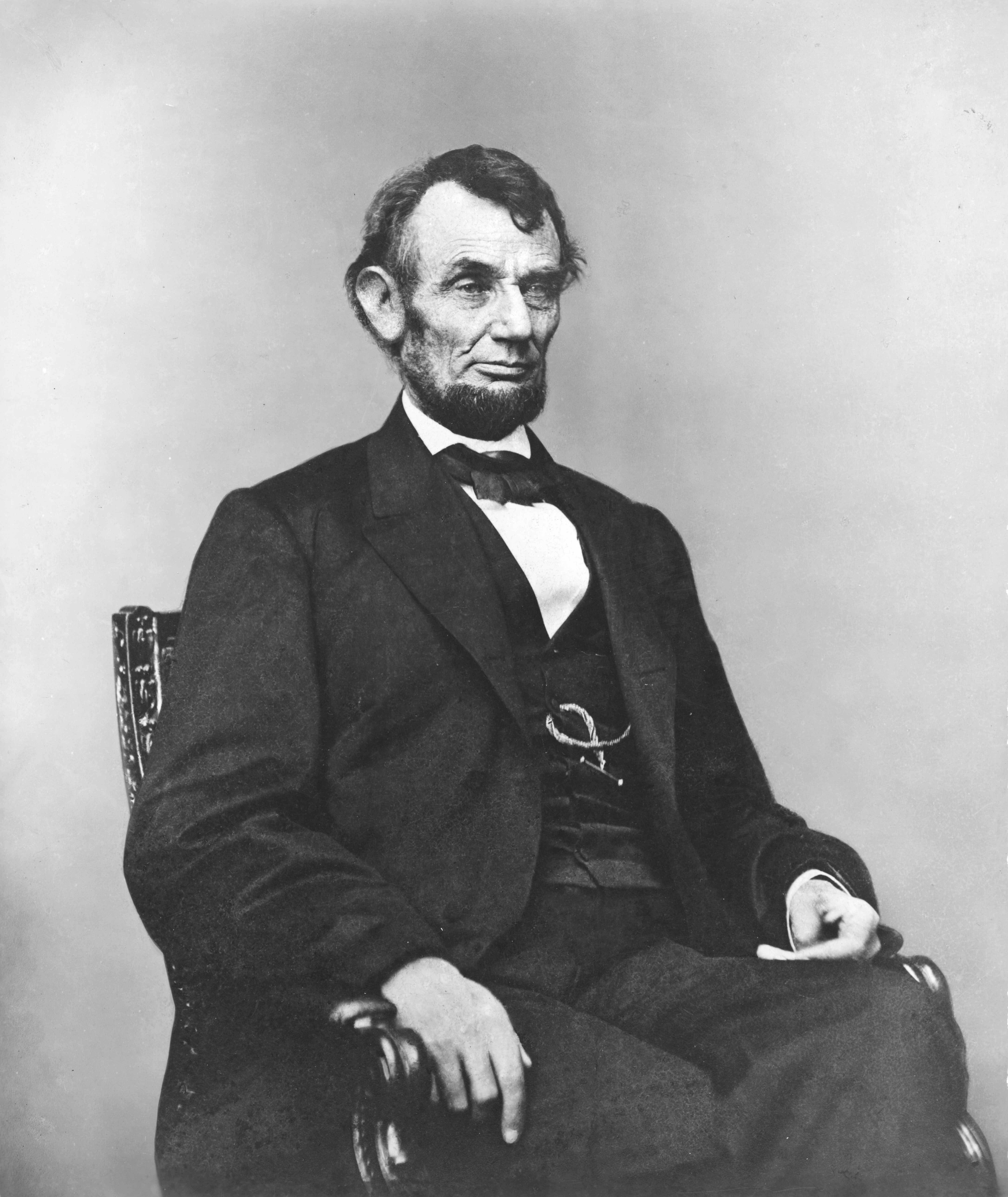
ベストからバーの端が見えている状態（1864年のエイブラハム・リンカーン）。
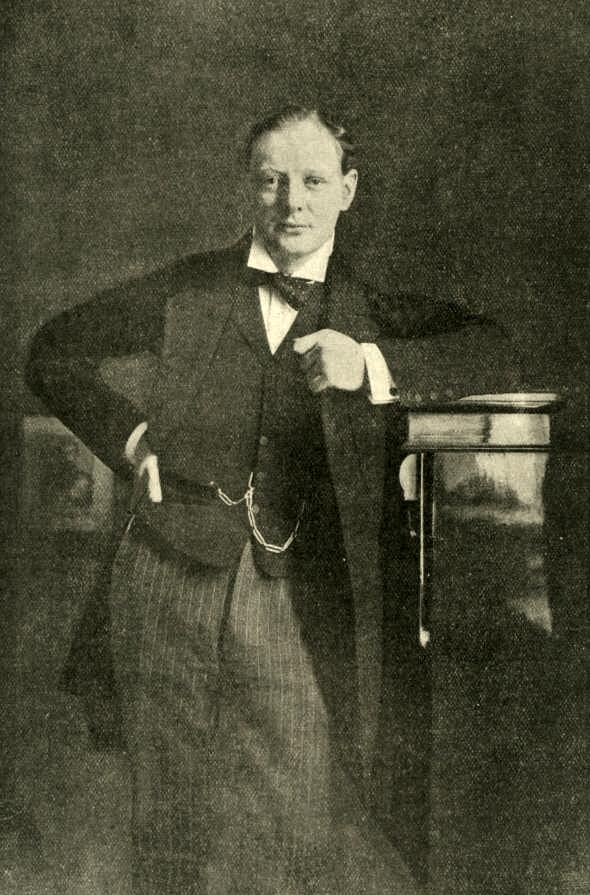
ベストの穴にチェーンを通している状態（1904年の自由党庶民院議員ウィンストン・チャーチル）。
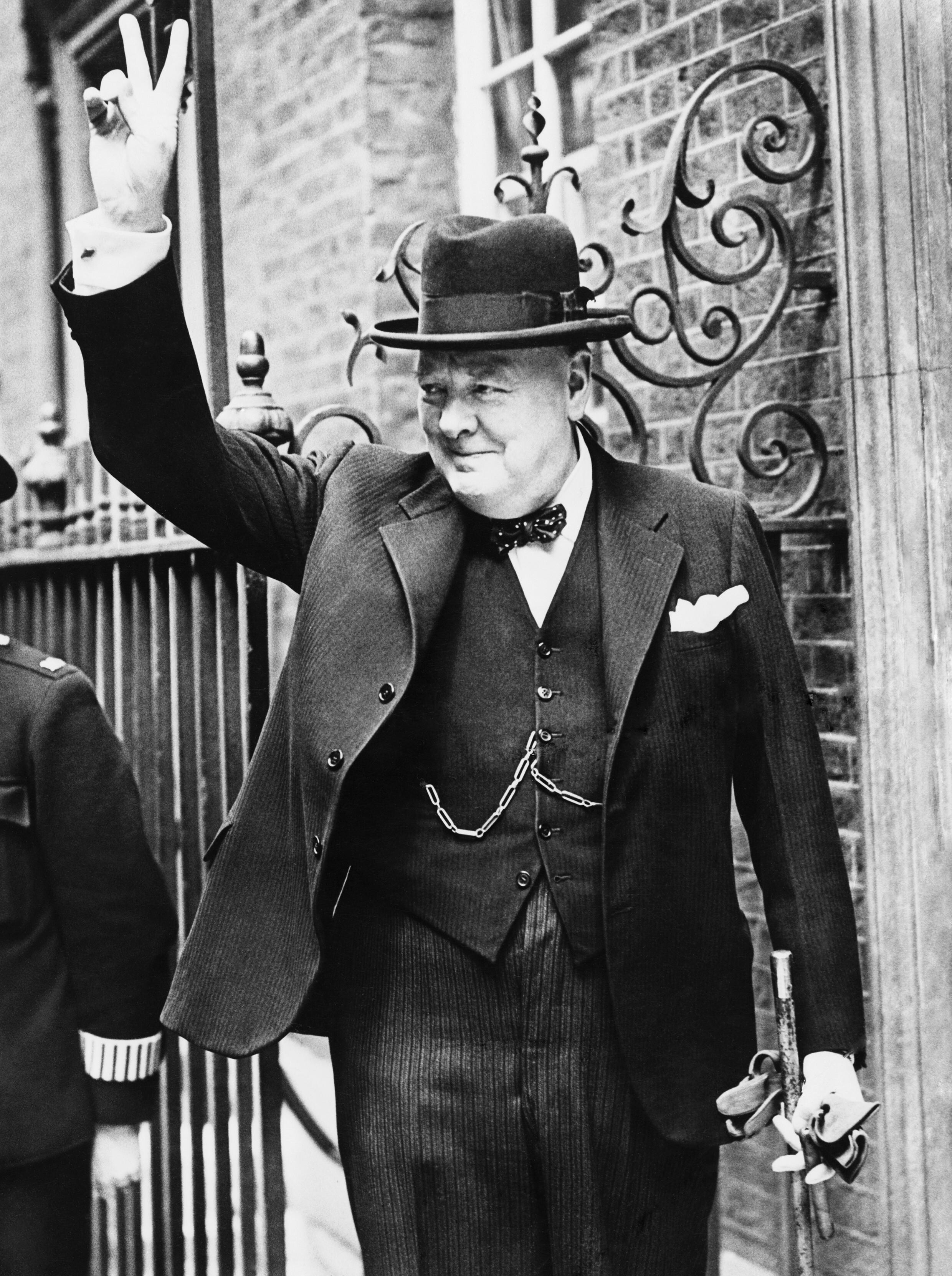
ベストの穴にチェーンを通している状態。比較的高めの位置に通している（1943年5月、Ｖサインを掲げるイギリス首相ウィンストン・チャーチル）。
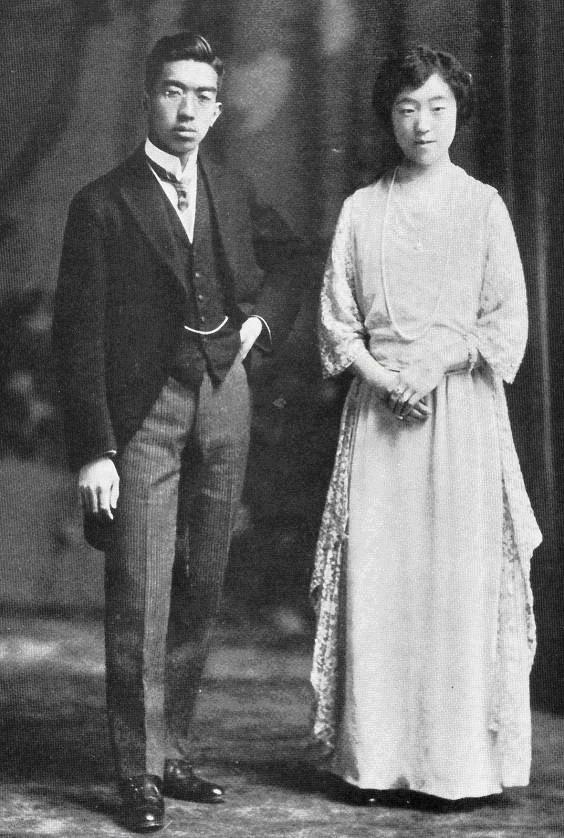
ベストのボタン穴にチェーンを通していない状態（1924年、成婚直後の皇太子裕仁親王＝左＝と同妃良子女王）。
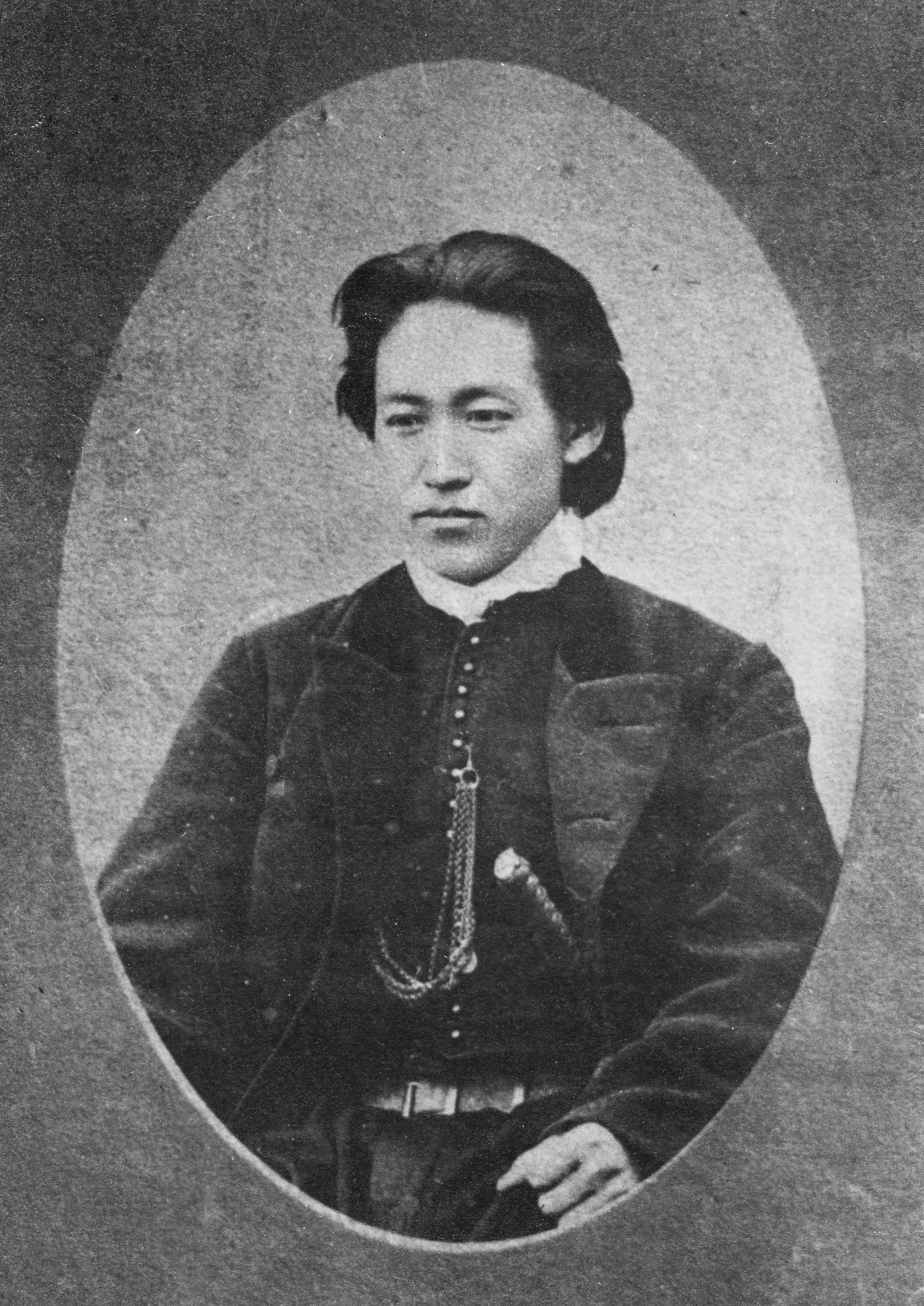
ベストのボタン穴に複数のチェーンを通している状態（箱館戦争時の土方歳三）。
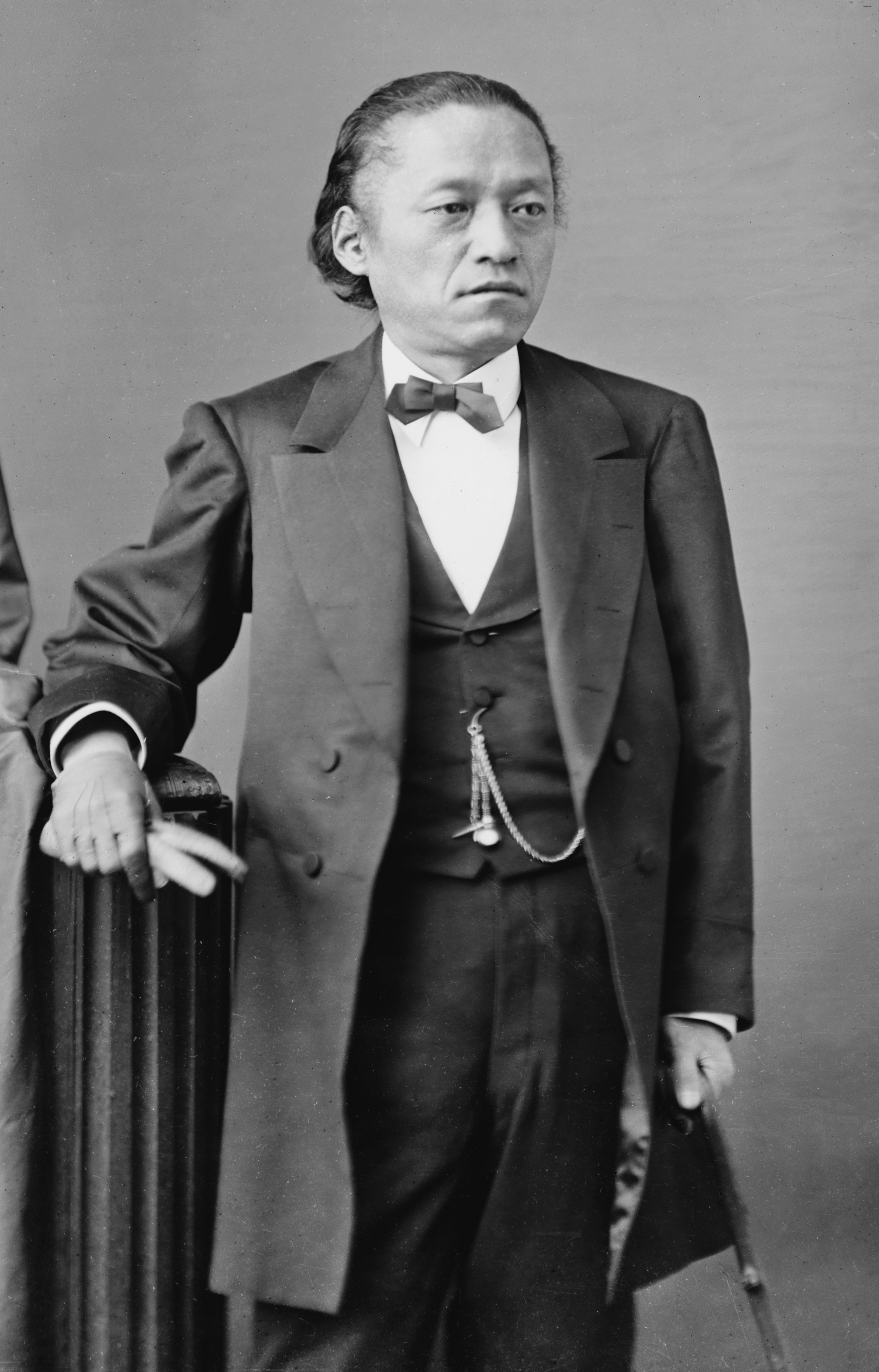
ベストのボタン穴に通して下に垂らすシングルアルバートチェーン（洋装の岩倉具視）。
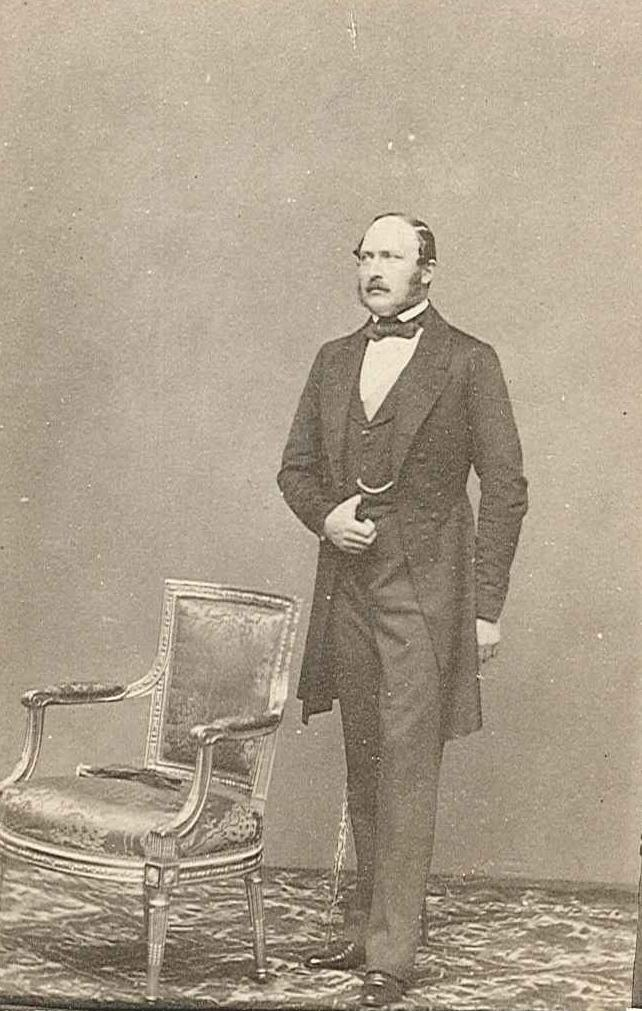
アルバート公。「プリンス・アルバート・コート」とも呼ばれるフロックコートを着たアルバート公が、アルバート・チェーンと呼ばれる時計鎖を用いている。